# Liste der portugiesischen Botschafter im Vereinigten Königreich
Die Liste der portugiesischen Botschafter im Vereinigten Königreich listet die Botschafter Portugals im Vereinigten Königreich auf. Die Länder unterhalten seit dem 13. Jahrhundert diplomatische Beziehungen. Seit 1641 besteht eine ständige portugiesische Gesandtschaft in der britischen Hauptstadt London.
1924 wurde die bisherige Legation zur Botschaft erhoben.

## Missionschefs
| Name                                                                | Bild                   | Amtszeit                              | Anmerkungen                                                                                                  |
| Vereinigtes Königreich                                              | Vereinigtes Königreich | Vereinigtes Königreich                | Vereinigtes Königreich                                                                                       |
| ------------------------------------------------------------------- | ---------------------- | ------------------------------------- | --- |
| Antão de Almada                                                     |                        | 7. April 1641 – 1642                  | gemeinsamer Botschafter mit Francisco de Andrade Leitão, am 7. April 1641 akkreditiert                       |
| Francisco de Andrade Leitão                                         |                        | 7. April 1641 – 1642                  | gemeinsamer Botschafter mit Antão de Almada, am 7. April 1641 akkreditiert                                   |
| António de Sousa de Macedo                                          |                        | 1642 – September 1650                 | Resident |
| Domingos do Rosário                                                 |                        | 1649                                  | Geheimmission                                                                                                |
| João de Guimarães                                                   |                        | 1649–1652                             | vermutlich Resident, am 10. Januar 1649 akkreditiert                                                         |
| João Rodrigues de Sá e Meneses, Conde de Penaguião                  |                        | August 1652 –1655                     | Sonder-Botschafter                                                                                           |
| Francisco Ferreira Rebelo                                           |                        | 1655–1657                             | Resident |
| Francisco de Melo Torres                                            |                        | 1655                                  | Botschafter                                                                                                  |
| Francisco de Melo Torres                                            |                        | 12. September 1657–                   | Botschafter, am 12. September 1657 akkreditiert                                                              |
| Francisco de Melo Torres                                            |                        | 6. August 1659 –13. Mai 1660          | Botschafter, am 6. August 1659 akkreditiert                                                                  |
| Francisco de Melo Torres                                            |                        | 2. August 1660–                       | Botschafter                                                                                                  |
| Francisco de Melo Torres, Conde da Ponte                            |                        | 1. Februar 1661 –                     | Botschafter                                                                                                  |
| Francisco de Melo Torres, Marquês de Sande                          |                        | 1662                                  | Botschafter                                                                                                  |
| Francisco de Melo Manoel da Câmara                                  |                        | 1663–1667                             | Botschafter                                                                                                  |
| Francisco Ferreira Rebelo                                           |                        | 1664 –März 1665                       | Gesandter |
| Rui Teles de Meneses                                                |                        | 1667                                  | Resident |
| Cristóvão Soares de Abreu                                           |                        | 1668                                  | vermutlich Ministerresident                                                                                  |
| Gaspar de Abreu de Freitas                                          |                        | 1668 –Juli 1671                       | Gesandter |
| Louis de Verjus                                                     |                        | 4. Februar 1669–                      | Sonder-Gesandter                                                                                             |
| Francisco de Melo Manoel da Câmara                                  |                        | 7. Dezember 1671 –9. August 1678      | Botschafter                                                                                                  |
| Gaspar de Abreu de Freitas                                          |                        | 1679 –März 1679                       | Botschafter                                                                                                  |
| Henrique de Sousa Tavares, Marquês de Arronches                     |                        | 17. Juni 1679 –16. September 1681     | Sonder-Botschafter, am 16. Juni 1679 akkreditiert                                                            |
| José de Faria                                                       |                        | Juli 1681 –24. September 1685         | Sonder-Gesandter                                                                                             |
| João de Sousa                                                       |                        | 1684                                  | Gesandter |
| Simão de Sousa Magalhães                                            |                        | 1685 –26. März 1693                   | Gesandter, am 11. September 1685 akkreditiert                                                                |
| Conde de Pontével                                                   |                        | 1687                                  | Leiter Sonder-Botschaft                                                                                      |
| Visconde de Fonte Arcada                                            |                        | 1692 –25. April 1697                  | Sonder-Gesandter, am 23. November 1692 akkreditiert                                                          |
| Luís da Cunha                                                       |                        | 1696 –April 1712                      | Sonder-Gesandter, am 1. Mai 1697 akkreditiert                                                                |
| João Gomes da Silva, Conde de Tarouca                               |                        | 1709 –Oktober 1710                    | Botschafter ohne Aufgabe                                                                                     |
| José da Cunha Brochado                                              |                        | 1710 –August 1715                     | Sonder-Gesandter, im Mai 1710 akkreditiert                                                                   |
| Conde de Galveias                                                   |                        | 1710                                  | Sonder-Gesandter                                                                                             |
| Manuel de Sequeira da Cunha                                         |                        | 1713–1715                             | Geschäftsträger                                                                                              |
| Luís da Cunha                                                       |                        | 1715 –1719                            | Sonder-Botschafter, 1715 akkreditiert                                                                        |
| Manuel de Sequeira da Cunha                                         |                        | Oktober 1718 –1719                    | Geschäftsträger                                                                                              |
| Jacinto Borges Pereira de Castro                                    |                        | 1719–1720                             | Sonder-Gesandter                                                                                             |
| António Galvão de Castelo Branco                                    |                        | 1721 –Juli 1730                       | Sonder-Gesandter, am 27. Februar 1721                                                                        |
| António de Campos                                                   |                        | 1730–1734                             | Resident |
| Marco António de Azevedo Coutinho                                   |                        | 1735 –20. Juni 1739                   | Sonder-Gesandter, am 25. Mai 1735 akkreditiert                                                               |
| Sebastião José de Carvalho e Melo                                   |                        | 1738 –25. September 1745              | Sonder-Gesandter, am 29. November 1738 akkreditiert, blieb bis März 1748 in der Botschaft                    |
| Francisco Caetano de Castro                                         |                        | 1745–1748                             | Geschäftsträger                                                                                              |
| António Freire de Andrade Encerrabodes                              |                        | März 1748 –1750                       | Sonder-Gesandter, am 28. März 1748 akkreditiert                                                              |
| Joaquim José Fidalo da Silveira                                     |                        | 1750 –Dezember 1752                   | Sonder-Gesandter, am 26. November 1750 akkreditiert                                                          |
| Luís da Cunha Manoel                                                |                        | 1752 –15. April 1756                  | Sonder-Gesandter, am 23. November 1752 akkreditiert, blieb bis Juni 1756 in der Botschaft                    |
| Martinho de Melo e Castro                                           |                        | Mai 1756 –1762                        | Sonder-Gesandter, Juni 1756 akkreditiert                                                                     |
| José de Melo                                                        |                        | 1761                                  | Sonder-Gesandter                                                                                             |
| Antônio Álvares da Cunha, Conde da Cunha                            |                        | Juni 1761                             | Sonder-Botschafter                                                                                           |
| José de Sá Pereira                                                  |                        | 1763 –Januar 1764                     | Geschäftsträger                                                                                              |
| Martinho de Melo e Castro                                           |                        | 1764 –19. Dezember 1769               | Ministro Plenipotenciário, Januar 1764 akkreditiert, blieb bis 5. Januar 1770 in der Botschaft               |
| Amador José da Costa Asso                                           |                        | 19. Dezember 1769 –12. Februar 1770   | Geschäftsträger                                                                                              |
| Francisco de Melo e Carvalho                                        |                        | 12. Februar 1770 –Juli 1774           | Sonder-Gesandter, am 21. Februar 1770 akkreditiert                                                           |
| Gaspar da Costa                                                     |                        | 1772                                  | Geschäftsträger                                                                                              |
| João Filipe da Fonseca                                              |                        | Februar 1773 –Juli 1774               | Offizieller                                                                                                  |
| Luís Pinto de Sousa Coutinho                                        |                        | 4. Juli 1774 –5. September 1788       | Sonder-Gesandter und Plenipotenciário, am 8. Juli 1774 akkreditiert, blieb bis 3. Juni 1789 in der Botschaft |
| Cipriano Ribeiro Pereira                                            |                        | 4. September 1783 –3. September 1785  | Übergangs-Geschäftsträger                                                                                    |
| Cipriano Ribeiro Pereira                                            |                        | 5. September 1788 –Juli 1792          | Geschäftsträger                                                                                              |
| João de Almeida de Melo e Castro                                    |                        | Juli 1792 –3. Februar 1801            | Sonder-Gesandter und Ministro Plenipotenciário, blieb bis Juni 1801 in der Botschaft                         |
| Henrique José de Carvalho e Melo, 2. Marquês de Pombal              |                        | 1796                                  | Sonder-Botschafter                                                                                           |
| José Vasconcelos de Sousa, Conde de Pombeiro                        |                        | 18. November 1797 –30. November 1797  | |
| José Rademaker                                                      |                        | 1801                                  | Agent |
| Lourenço de Lima                                                    |                        | 1801 –3. Juni 1802                    | Sonder-Gesandter und Ministro Plenipotenciário, blieb bis 1803 in der Botschaft                              |
| José Vasconcelos de Sousa, Conde de Pombeiro                        |                        | Januar 1801 –April 1801               | Sonder-Mission                                                                                               |
| Domingos António de Sousa Coutinho                                  |                        | März 1803 –1810                       | Sonder-Gesandter und Ministro Plenipotenciário                                                               |
| Domingos António de Sousa Coutinho                                  |                        | 1810 –28. September 1815              | Sonder-Gesandter und Plenipotenciário                                                                        |
| Cipriano Ribeiro Freire                                             |                        | 1814 –Februar 1816                    | Ministro Plenipotenciário, am 12. April 1815 akkreditiert, blieb bis 3. Oktober 1816 in der Botschaft        |
| Pedro de Sousa Holstein, Conde de Palmela                           |                        | Februar 1816 –April 1820              | Sonder-Gesandter und Plenipotenciário                                                                        |
| José Luis de Sousa                                                  |                        | 1820                                  | Botschafter in Sonder-Mission                                                                                |
| José Luis de Sousa                                                  |                        | 1820 –November 1821                   | Sonder-Gesandter und Ministro Plenipotenciário                                                               |
| João Francisco de Oliveira                                          |                        | 1821 –Mai 1822                        | Geschäftsträger                                                                                              |
| Rafael da Cruz Guerreiro                                            |                        | Mai 1822 –Juni 1823                   | Geschäftsträger                                                                                              |
| José Luís de Sousa, Conde de Vila Real                              |                        | September 1823 –Februar 1825          | Sonder-Botschafter und Ministro Plenipotenciário                                                             |
| Marquês de Palmela                                                  |                        | 1825 –Mai 1827                        | Sonder-Botschafter                                                                                           |
| José Luís de Sousa, Conde de Vila Real                              |                        | Mai 1822                              | Sonder-Botschafter und Ministro Plenipotenciário                                                             |
| António Ribeiro Saraiva, Visconde da Asseca                         |                        | 1928–1931                             | Ministro Plenipotenciário                                                                                    |
| Tomás de Mascarenhas                                                |                        | 1830                                  | Agent |
| Visconde de Telheiras                                               |                        | 1. April 1830 –5. Oktober 1830        | Übergangs-Geschäftsträger                                                                                    |
| Luís António de Abreu e Lima, Visconde da Carreira                  |                        | 6. Oktober 1830 –6. September 1833    | Ministro Plenipotenciário                                                                                    |
| Conde do Funchal                                                    |                        | 1832                                  | Status nicht vermerkt                                                                                        |
| Luís António de Abreu e Lima, Visconde da Carreira                  |                        | 6. September 1833 –1. April 1834      | Ministro Plenipotenciário, am 23. Oktober 1833 akkreditiert                                                  |
| Cristovão Pedro de Morais Sarmento, Visconde da Torre de Moncorvo   |                        | 2. Januar 1834 –13. Dezember 1836     | Sonder-Gesandter und Ministro Plenipotenciário, am 2. Mai 1834 akkreditiert                                  |
| Marçal José Ribeiro                                                 |                        | 14. Dezember 1836 –4. Oktober 1837    | Übergangs-Geschäftsträger                                                                                    |
| Francisco Rebello de Carvalho                                       |                        | 5. Oktober 1837 –6. Mai 1839          | Übergangs-Geschäftsträger                                                                                    |
| Cristovão Pedro de Morais Sarmento, Visconde da Torre de Moncorvo   |                        | 7. Mai 1839 –13. September 1850       | Ministro Plenipotenciário, am 18. Mai 1839 akkreditiert                                                      |
| Marçal José Ribeiro                                                 |                        | 13. September 1850 –6. September 1851 | Übergangs-Geschäftsträger                                                                                    |
| Francisco de Almeida Portugal, 2. Conde de Lavradio                 |                        | 7. September 1851 –26. November 1869  | Ministro Plenipotenciário, am 23. Oktober 1851 akkreditiert                                                  |
| Frederico Francisco de la Figaniére                                 |                        | 27. November 1869 –12. Februar 1870   | Übergangs-Geschäftsträger                                                                                    |
| Visconde de Seisal                                                  |                        | 12. Februar 1870 –4. Oktober 1870     | Ministro Plenipotenciário, am 22. Februar 1870 akkreditiert                                                  |
| João Carlos de Saldanha Oliveira e Daun, 1. Duque de Saldanha       |                        | 4. Oktober 1870 –21. November 1876    | Ministro Plenipotenciário, am 28. November 1870 akkreditiert                                                 |
| Henrique Teixeira de Sampaio                                        |                        | 22. November 1876 –7. Dezember 1876   | Übergangs-Geschäftsträger                                                                                    |
| Eduardo Teixeira de Sampaio                                         |                        | 8. Dezember 1876 –7. April 1877       | Übergangs-Geschäftsträger                                                                                    |
| Miguel Martins D'Antas                                              |                        | 8. April 1877 –31. Januar 1890        | Ministro Plenipotenciário, am 30. April 1877 akkreditiert                                                    |
| Luiz Maria Pinto de Soveral                                         |                        | 31. Januar 1890 –10. Februar 1890     | Übergangs-Geschäftsträger                                                                                    |
| Augusto César Barjona de Freitas                                    |                        | 10. Februar 1890 –27. August 1890     | Ministro Plenipotenciário                                                                                    |
| Luiz Maria Pinto de Soveral                                         |                        | 27. August 1890 –13. Januar 1891      | Übergangs-Geschäftsträger, verließ am 3. Januar 1891 die Botschaft                                           |
| Luiz Maria Pinto de Soveral                                         |                        | 23. Januar 1891 –17. September 1895   | Ministro Plenipotenciário                                                                                    |
| Carlos Cyrillo Machado                                              |                        | 17. September 1895 –22. Oktober 1895  | Übergangs-Geschäftsträger                                                                                    |
| Miguel Martins D'Antas                                              |                        | 22. Oktober 1895 –18. Februar 1896    | Ministro Plenipotenciário, am 9. November 1895 akkreditiert                                                  |
| Frederico de Gusmão Corrêa Arouca                                   |                        | 18. Februar 1896 –21. Juli 1896       | Ministro Plenipotenciário                                                                                    |
| Alfredo Alcino de Castro                                            |                        | 21. Juli 1896 –28. April 1897         | Übergangs-Geschäftsträger                                                                                    |
| Luiz Maria Pinto de Sovera, 1. Marquês de Soveral                   |                        | 28. April 1897 –13. Oktober 1910      | Ministro Plenipotenciário                                                                                    |
| Jerónimo Pinheiro de Almeida da Câmara Manuel                       |                        | 13. Oktober 1910 –8. April 1911       | Übergangs-Geschäftsträger                                                                                    |
| Manuel Teixeira Gomes                                               |                        | 8. April 1911 –7. Januar 1918         | Ministro Plenipotenciário, am 11. Oktober 1911 akkreditiert                                                  |
| Pedro de Tovar                                                      |                        | 7. Januar 1918 –11. März 1918         | Übergangs-Geschäftsträger                                                                                    |
| Augusto César de Almeida Vasconcelos Correia                        |                        | 11. März 1918 –17. Mai 1919           | Ministro Plenipotenciário, am 19. Juli 1918 akkreditiert                                                     |
| Manuel Teixeira Gomes                                               |                        | 19. Mai 1919 –26. September 1923      | Ministro Plenipotenciário, am 24. Mai 1919 akkreditiert                                                      |
| João António de Bianchi                                             |                        | 26. September 1923 –24. April 1924    | Übergangs-Geschäftsträger                                                                                    |
| Augusto de Castro Sampaio Côrte Real                                |                        | 24. April 1924 –10. Juni 1924         | Ministro Plenipotenciário, am 5. Mai 1924 akkreditiert                                                       |
| José Mendes Ribeiro Norton de Matos                                 |                        | 1. Juli 1924 –9. Juli 1926            | Botschafter, am 11. Juli 1924 akkreditiert                                                                   |
| Tomás António Garcia Rosado                                         |                        | 16. Juli 1926 –28. Mai 1933           | Botschafter, am 10. August 1926 akkreditiert                                                                 |
| Rui Ennes Ulrich                                                    |                        | 12. Juni 1933 –20. Januar 1936        | Botschafter, am 17. Juni 1933 akkreditiert                                                                   |
| Alberto de Oliveira                                                 |                        | 26. Januar 1936 –1. Juli 1936         | Botschafter, am 18. Februar 1936 akkreditiert                                                                |
| Francisco de Assis Maria de Oliveira de Almeida Calheiros e Meneses |                        | 1. Juli 1936 –31. Dezember 1936       | Übergangs-Geschäftsträger                                                                                    |
| Armindo Rodrigues de Sttau Monteiro                                 |                        | 31. Dezember 1936 –22. September 1943 | Botschafter, am 3. Februar 1937                                                                              |
| Armindo Rodrigues de Stau Monteiro                                  |                        | 20. Mai 1937                          | Sonderbotschafter                                                                                            |
| Domingos de Sousa Holstein Beck                                     |                        | 30. September 1943 –17. Dezember 1949 | Botschafter, am 13. Oktober 1943 akkreditiert                                                                |
| Henrique Bacelar Caldeira Queiróz                                   |                        | 17. Dezember 1949 –17. April 1950     | Übergangs-Geschäftsträger                                                                                    |
| Rui Ennes Ulrich                                                    |                        | 17. April 1950 –7. August 1953        | Botschafter, am 5. Mai 1950 akkreditiert                                                                     |
| Rui Ennes Ulrich                                                    |                        | 2. Juni 1953                          | Sonderbotschafter                                                                                            |
| Albano Pires Fernandes Nogueira                                     |                        | 7. August 1953 –22. Oktober 1953      | Geschäftsträger                                                                                              |
| Pedro Teotónio Pereira                                              |                        | 22. Oktober 1953 –1. September 1958   | Botschafter, am 29. Oktober 1953 akkreditiert                                                                |
| João Manuel Hall Themido                                            |                        | 1. September 1958 –1. Oktober 1958    | Übergangs-Geschäftsträger                                                                                    |
| João de Lucena                                                      |                        | 1. Oktober 1958 –3. November 1958     | Übergangs-Geschäftsträger                                                                                    |
| Augusto Rato Potier                                                 |                        | 4. November 1958 –15. Januar 1959     | Übergangs-Geschäftsträger                                                                                    |
| Adolfo do Amaral Abranches Pinto                                    |                        | 15. Januar 1959 –31. März 1961        | Botschafter, am 4. Februar 1959 akkreditiert                                                                 |
| Salvador Augusto de Sousa Sampayo Garrido                           |                        | 31. März 1961 –26. August 1961        | Übergangs-Geschäftsträger                                                                                    |
| Manuel Farrajota Rocheta                                            |                        | 26. August 1961 –30. Oktober 1968     | Botschafter, am 19. Oktober 1961 akkreditiert                                                                |
| José Manuel de Villas-Boas de Vasconcelos Faria                     |                        | 30. Oktober 1968 –28. November 1968   | Übergangs-Geschäftsträger                                                                                    |
| António Auusto Braga Leite Faria                                    |                        | 28. November 1968 –31. Oktober 1973   | Botschafter                                                                                                  |
| João de Sá Coutinho Rebelo Sotto Maior                              |                        | 31. Oktober 1973 –12. November 1973   | Übergangs-Geschäftsträger                                                                                    |
| Gonçalo Luís Maravilhas Correia Caldeira Coelho                     |                        | 12. November 1973 –29. Juni 1974      | Botschafter, am 30. November 1973 akkreditiert                                                               |
| João de Sá Coutinho Rebelo Sotto Maior                              |                        | 29. Juni 1974 –25. Juli 1974          | Übergangs-Geschäftsträger                                                                                    |
| Albano Pires Fernandes Nogueira                                     |                        | 25. Juli 1974 –6. November 1976       | Botschafter, am 2. August 1974 akkreditiert                                                                  |
| João Diogo Correia Saraiva Nunes Barata                             |                        | 6. November 1976 –7. Februar 1977     | Übergangs-Geschäftsträger                                                                                    |
| Virgílio Armando Martins                                            |                        | 7. Februar 1977 –19. September 1979   | Botschafter, am 17. März 1977 akkreditiert                                                                   |
| Pedro Paulo de Moraes Alves Machado                                 |                        | 19. September 1979 –19. Februar 1980  | Übergangs-Geschäftsträger                                                                                    |
| João Carlos Lopes Cardoso de Freitas Cruz                           |                        | 19. Februar 1980 –14. März 1984       | Botschafter, am 6. März 1980 akkreditiert                                                                    |
| José Maria de Almeida Sherman de Lemos Macedo                       |                        | 14. März 1984 –19. März 1984          | Übergangs-Geschäftsträger                                                                                    |
| João Manuel Hall Themido                                            |                        | 19. März 1984 –5. Januar 1989         | Botschafter, am 29. März 1984 akkreditiert                                                                   |
| Manuel Henrique de Mello e Castro de Mendonça Côrte-Real            |                        | 5. Januar 1989 –5. Juni 1989          | Übergangs-Geschäftsträger                                                                                    |
| António Augusto Marques da Costa Vaz Pereira                        |                        | 5. Juni 1989 –10. Dezember 1994       | Botschafter, am 12. Juli 1989 akkreditiert                                                                   |
| António Leal da Costa Lobo                                          |                        | 23. Februar 1995 –18. August 1997     | Botschafter, am 18. Mai 1995 akkreditiert                                                                    |
| José Gregório Faria Quiterres                                       |                        | 12. September 1997 –2. September 2003 | Botschafter, am 5. November 1997 akkreditiert                                                                |
| Fernando António de Lacerda Andersen Guimarães                      |                        | 14. November 2003 –13. November 206   | Botschafter                                                                                                  |
| António Nunes de Carvalho Santana Carlos                            |                        | 17. November 2006 –19. März 2010      | Botschafter                                                                                                  |
| António Nunes de Carvalho Santana Carlos                            |                        | 20. März 2010 –31. Oktober 2010       | Botschafter in Sonder-Mission                                                                                |
| Cristina Castanheta                                                 |                        | 1. November 2010 –17. Januar 2011     | Übergangs-Geschäftsträgerin                                                                                  |
| João de Vallera                                                     |                        | 17. Januar 2011 –30. Juli 2016        | Botschafter                                                                                                  |
| Manuel Lobo Antunes                                                 |                        | seit 2016                             | Botschafter, am 31. August 2016 akkreditiert                                                                 |